# Даржинко
Даржинко (пол. Darżynko) — село в Польщі, у гміні Потенґово Слупського повіту Поморського воєводства.
Населення — 45 осіб (2011).
У 1975-1998 роках село належало до Слупського воєводства.

## Демографія
Демографічна структура станом на 31 березня 2011 року:
|          | Загалом | Допрацездатний вік | Працездатний вік | Постпрацездатний вік |
| -------- | ------- | ------------------ | ---------------- | -------------------- |
| Чоловіки | 23      | 8                  | 14               | 1                    |
| Жінки    | 22      | 5                  | 13               | 4                    |
| Разом    | 45      | 13                 | 27               | 5                    |